# 博羅梅基
51°32′4″N 31°36′18″E / 51.53444°N 31.60500°E

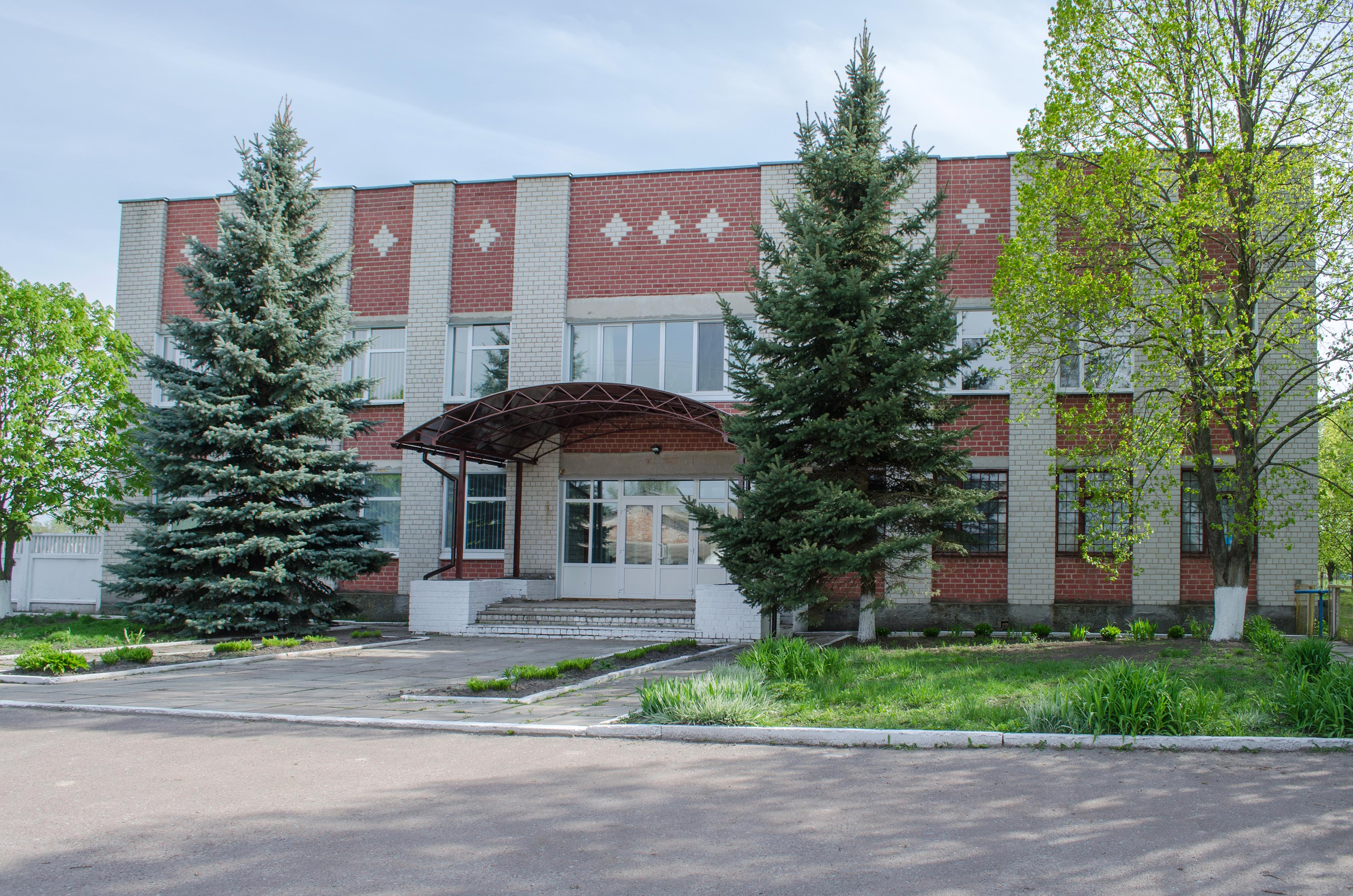

博羅梅基（烏克蘭語：Боромики），是烏克蘭北部切爾尼希夫州切爾尼希夫區基塞利夫卡市镇的村落。始建於1600年，面積1.31平方公里，海拔高度116米，2001年人口529，人口密度每平方公里404.43人。